# Copa Libertadores 2021
Copa Libertadores 2021 – 62. edycja rozgrywek piłkarskich Copa Libertadores o miano najlepszej drużyny klubowej konfederacji CONMEBOL. Zwycięzca rozgrywek otrzyma prawo reprezentowania strefy CONMEBOL na Klubowych Mistrzostwach Świata, a także prawo występu w meczu o Recopa Sudamericana w roku 2022. Rozgrywki wygrała brazylijska drużyna Palmeiras.
Rozgrywki składają się z 3 części:
- fazy kwalifikacyjnej,
- fazy grupowej,
- fazy pucharowej.

## Podział miejsc
47 miejsc w rozgrywkach zostało podzielonych przez CONMEBOL na poszczególne federacje w formacie:
- zdobywca Copa Libertadores 2020,
- zdobywca Copa Sudamericana 2020,

| Federacja | Ilość drużyn |
| --------- | ------------ |
| Brazylia  | 7 miejsc     |
| Argentyna | 6 miejsc     |
| Chile     | 4. miejsca   |
| Kolumbia  | 4. miejsca   |
| Boliwia   | 4. miejsca   |
| Ekwador   | 4. miejsca   |
| Paragwaj  | 4. miejsca   |
| Peru      | 4. miejsca   |
| Urugwaj   | 4. miejsca   |
| Wenezuela | 4. miejsca   |

## Szczegółowy podział miejsc
|                                     | Drużyny rozpoczynające udział | Zwycięzcy poprzedniej rundy                                  |
| ----------------------------------- | --- | ------------------------------------------------------------ |
| I runda kwalifikacyjna (6 drużyn)   | - zespoły z miejsca 4 federacji Boliwii, Ekwadoru, Paragwaju, Peru, Urugwaju i Wenezueli (6 drużyn)                                                                                    |                                                              |
| II runda kwalifikacyjna (16 drużyn) | - zespoły z miejsc 6-7 Brazylii (2 drużyny) - zespół z miejsca 6 Argentyny - zespoły z miejsc 3-4 Chile i Kolumbii (4 drużyny) - zespoły z miejsc 3 pozostałych federacji (6 drużyn)   | - 3 zwycięzców I rundy kwalifikacyjnej                       |
| III runda kwalifikacyjna (8 drużyn) | | - 8 zwycięzców II rundy kwalifikacyjnej                      |
| Faza grupowa (32 drużyny)           | - zdobywca Copa Libertadores 2020 - zdobywca Copa Sudamericana 2020 - zespoły z miejsc 1-5 Brazylii i Argentyny (10 drużyn) - zespoły z miejsc 1-2 pozostałych 8 federacji (16 drużyn) | - 4 zwycięzców III rundy kwalifikacyjnej                     |
| Faza pucharowa (16 drużyn)          | | - zwycięzcy grup (8 drużyn) - wicemistrzowie grup (8 drużyn) |

O tym, w jaki sposób drużyny w poszczególnych krajach zdobywają kwalifikacje, decydują związki krajowe.

## Drużyny uczestniczące
| Federacja                 | Drużyna (Miejsce)                                   | Zaczyna od                      | Sposób kwalifikacji |
| ------------------------- | --------------------------------------------------- | ------------------------------- | --- |
| Argentyna · 6 + 1 miejsce | Defensa y Justicia (Argentina 1, Copa Sudamericana) | fazy grupowej                   | Copa Sudamericana 2020 zwycięzca                                                                                          |
| Argentyna · 6 + 1 miejsce | Boca Juniors (Argentina 2)                          | fazy grupowej                   | Primera División 2019/2020 zwycięzca i Copa de la Liga Profesional 2020 zwycięzca                                         |
| Argentyna · 6 + 1 miejsce | River Plate (Argentina 3)                           | fazy grupowej                   | Primera División 2019/2020 i Copa de la Liga Profesional 2020, najlepszy zespół nie zakwalifikowany w inny sposób         |
| Argentyna · 6 + 1 miejsce | Racing (Argentina 4)                                | fazy grupowej                   | Primera División 2019/2020 i Copa de la Liga Profesional 2020, drugi najlepszy zespół nie zakwalifikowany w inny sposób   |
| Argentyna · 6 + 1 miejsce | Argentinos Juniors (Argentina 5)                    | fazy grupowej                   | Primera División 2019/2020 i Copa de la Liga Profesional 2020, trzeci najlepszy zespół nie zakwalifikowany w inny sposób  |
| Argentyna · 6 + 1 miejsce | Vélez Sarsfield (Argentina 6)                       | fazy grupowej                   | Primera División 2019/2020 i Copa de la Liga Profesional 2020, czwarty najlepszy zespół nie zakwalifikowany w inny sposób |
| Argentyna · 6 + 1 miejsce | San Lorenzo (Argentina 7)                           | drugiej rundy kwalifikacyjnej   | Primera División 2019/2020 i Copa de la Liga Profesional 2020, piąty najlepszy zespół nie zakwalifikowany w inny sposób   |
| Boliwia · 4 miejsca       | Always Ready (Bolivia 1)                            | fazy grupowej                   | Apertura 2020 zwycięzca                                                                                                   |
| Boliwia · 4 miejsca       | The Strongest (Bolivia 2)                           | fazy grupowej                   | Apertura 2020 2. miejsce                                                                                                  |
| Boliwia · 4 miejsca       | Bolívar (Bolivia 3)                                 | drugiej rundy kwalifikacyjnej   | Apertura 2020 3. miejsce                                                                                                  |
| Boliwia · 4 miejsca       | Royal Pari (Bolivia 4)                              | pierwszej rundy kwalifikacyjnej | Apertura 2020 4. miejsce                                                                                                  |
| Brazylia · 7 + 1 miejsce  | Palmeiras (Brazil 1, Copa Libertadores)             | fazy grupowej                   | Copa Libertadores 2020 zwycięzca i Puchar Brazylii 2020 zwycięzca                                                         |
| Brazylia · 7 + 1 miejsce  | Flamengo (Brazil 2)                                 | fazy grupowej                   | Campeonato Brasileiro Série A 2020 zwycięzca                                                                              |
| Brazylia · 7 + 1 miejsce  | Internacional (Brazil 3)                            | fazy grupowej                   | Campeonato Brasileiro Série A 2020 2. miejsce                                                                             |
| Brazylia · 7 + 1 miejsce  | Atlético Mineiro (Brazil 4)                         | fazy grupowej                   | Campeonato Brasileiro Série A 2020 3. miejsce                                                                             |
| Brazylia · 7 + 1 miejsce  | São Paulo (Brazil 5)                                | fazy grupowej                   | Campeonato Brasileiro Série A 2020 4. miejsce                                                                             |
| Brazylia · 7 + 1 miejsce  | Fluminense (Brazil 6)                               | fazy grupowej                   | Campeonato Brasileiro Série A 2020 5. miejsce                                                                             |
| Brazylia · 7 + 1 miejsce  | Grêmio (Brazil 7)                                   | drugiej rundy kwalifikacyjnej   | Campeonato Brasileiro Série A 2020 6. miejsce                                                                             |
| Brazylia · 7 + 1 miejsce  | Santos (Brazil 8)                                   | drugiej rundy kwalifikacyjnej   | Campeonato Brasileiro Série A 2020 8. miejsce                                                                             |
| Chile · 4 miejsca         | Universidad Católica (Chile 1)                      | fazy grupowej                   | Primera División 2020 zwycięzca                                                                                           |
| Chile · 4 miejsca         | Unión La Calera (Chile 2)                           | fazy grupowej                   | Primera División 2020 2. miejsce                                                                                          |
| Chile · 4 miejsca         | Universidad de Chile (Chile 3)                      | drugiej rundy kwalifikacyjnej   | Primera División 2020 3. miejsce                                                                                          |
| Chile · 4 miejsca         | Unión Española (Chile 4)                            | drugiej rundy kwalifikacyjnej   | Primera División 2020 4. miejsce                                                                                          |
| Ekwador · 4 miejsca       | Barcelona (Ecuador 1, Copa Sudamericana)            | fazy grupowej                   | Serie A 2020 zwycięzca |
| Ekwador · 4 miejsca       | LDU Quito (Ecuador 2)                               | fazy grupowej                   | Serie A 2020 2. miejsce                                                                                                   |
| Ekwador · 4 miejsca       | Independiente del Valle (Ecuador 3)                 | drugiej rundy kwalifikacyjnej   | Serie A 2020, najlepszy zespół nie zakwalifikowany w inny sposób                                                          |
| Ekwador · 4 miejsca       | Universidad Católica (Ecuador 4)                    | pierwszej rundy kwalifikacyjnej | Serie A 2020, drugi najlepszy zespół nie zakwalifikowany w inny sposób                                                    |
| Kolumbia · 4 miejsca      | América Cali (Colombia 1)                           | fazy grupowej                   | Primera A 2020 zwycięzca                                                                                                  |
| Kolumbia · 4 miejsca      | Santa Fe (Colombia 2)                               | fazy grupowej                   | Primera A 2020 2. miejsce                                                                                                 |
| Kolumbia · 4 miejsca      | Atlético Junior (Colombia 3)                        | drugiej rundy kwalifikacyjnej   | Primera A 2020, najlepszy zespół nie zakwalifikowany w inny sposób                                                        |
| Kolumbia · 4 miejsca      | Atlético Nacional (Colombia 4)                      | drugiej rundy kwalifikacyjnej   | Primera A 2020, drugi najlepszy zespół nie zakwalifikowany w inny sposób                                                  |
| Paragwaj · 4 miejsca      | Cerro Porteño (Paraguay 1)                          | fazy grupowej                   | Primera División 2020 Apertura zwycięzca                                                                                  |
| Paragwaj · 4 miejsca      | Olimpia (Paraguay 2)                                | fazy grupowej                   | Primera División 2020 Clausura zwycięzca                                                                                  |
| Paragwaj · 4 miejsca      | Libertad (Paraguay 3)                               | drugiej rundy kwalifikacyjnej   | Primera División 2020, najlepszy zespół nie zakwalifikowany w inny sposób                                                 |
| Paragwaj · 4 miejsca      | Guaraní (Paraguay 4)                                | pierwszej rundy kwalifikacyjnej | Primera División 2020, drugi najlepszy zespół nie zakwalifikowany w inny sposób                                           |
| Peru · 4 miejsca          | Sporting Cristal (Peru 1)                           | fazy grupowej                   | Primera División 2020 zwycięzca                                                                                           |
| Peru · 4 miejsca          | Universitario (Peru 2)                              | fazy grupowej                   | Primera División 2020 2. miejsce                                                                                          |
| Peru · 4 miejsca          | Ayacucho (Peru 3)                                   | drugiej rundy kwalifikacyjnej   | Primera División 2020 3. miejsce                                                                                          |
| Peru · 4 miejsca          | Universidad César Vallejo (Peru 4)                  | pierwszej rundy kwalifikacyjnej | Primera División 2020, najlepszy zespół nie zakwalifikowany w inny sposób                                                 |
| Urugwaj · 4 miejsca(1)    | Nacional (Uruguay 1)                                | fazy grupowej                   | Primera División 2020 zwycięzca                                                                                           |
| Urugwaj · 4 miejsca(1)    | Rentistas (Uruguay 2)                               | fazy grupowej                   | Primera División 2020 2. miejsce                                                                                          |
| Urugwaj · 4 miejsca(1)    | Montevideo Wanderers (Uruguay 3)                    | drugiej rundy kwalifikacyjnej   | Primera División 2020 5. miejsce w tabeli łączonej na dzień 21 lutego 2021 r.                                             |
| Urugwaj · 4 miejsca(1)    | Liverpool (Uruguay 4)                               | pierwszej rundy kwalifikacyjnej | Primera División 2020 5. miejsce w tabeli łączonej na dzień 7 lutego 2021 r.                                              |
| Wenezuela · 4 miejsca     | Deportivo La Guaira (Venezuela 1)                   | fazy grupowej                   | Primera División 2020 zwycięzca                                                                                           |
| Wenezuela · 4 miejsca     | Deportivo Táchira (Venezuela 2)                     | fazy grupowej                   | Primera División 2020 2. miejsce                                                                                          |
| Wenezuela · 4 miejsca     | Deportivo Lara (Venezuela 3)                        | drugiej rundy kwalifikacyjnej   | Primera División 2020 3. miejsce                                                                                          |
| Wenezuela · 4 miejsca     | Caracas (Venezuela 4)                               | pierwszej rundy kwalifikacyjnej | Primera División 2020 4. miejsce                                                                                          |

- Uruguay 4 – zostało przyznane najlepszej drużynie zakwalifikowanej w tabeli zbiorczej Primera División 2020 na dzień 7 lutego 2021 r. Biorąc pod uwagę, że I runda kwalifikacyjna miała rozpocząć się 23 lutego 2021 r. Liverpool (5. miejsce w tabeli zbiorczej na dzień 7 lutego 2021 r.) zaakceptował miejsce po tym, jak pierwsza czwórka drużyn (Nacional, Montevideo City Torque, Peñarol i Rentistas) w tabeli zbiorczej odmówiły zajęcia miejsca.
- Uruguay 3 – zostało przyznane najlepszej drużynie zakwalifikowanej w tabeli zbiorczej Primera División 2020 na dzień 21 lutego 2021 r. Biorąc pod uwagę, że II runda kwalifikacyjna miała rozpocząć się 9 marca 2021 r. Montevideo Wanderers (5. miejsce w tabeli zbiorczej na dzień 21 lutego 2021 r.) zaakceptował miejsce po tym, jak pierwsza trójka drużyn (Nacional, Montevideo City Torque i Peñarol) w tabeli zbiorczej odmówiły zajęcia miejsca, a czwarte miejsce Liverpool został już zakwalifikowany jako Uruguay 4.

## Terminarz
4 lutego 2021 r. CONMEBOL ogłosił zmianę terminu w kwalifikacjach.
| Faza           | Runda                         | Data losowania  | Pierwszy mecz                                    | Drugi mecz                                         |
| -------------- | ----------------------------- | --------------- | ------------------------------------------------ | -------------------------------------------------- |
| Kwalifikacje   | Pierwsza runda kwalifikacyjna | 5 lutego 2021   | 23–24 lutego 2021 (pierwotnie 16–18 lutego 2021) | 2–3 marca 2021 (pierwotnie 23–25 lutego 2021)      |
| Kwalifikacje   | Druga runda kwalifikacyjna    | 5 lutego 2021   | 9–11 marca 2021 (pierwotnie 2–4 marca 2021)      | 16–18 marca 2021 (pierwotnie 9–11 marca 2021)      |
| Kwalifikacje   | Trzecia runda kwalifikacyjna  | 5 lutego 2021   | 6–8 kwietnia 2021 (pierwotnie 16–18 marca 2021)  | 13–15 kwietnia 2021 (pierwotnie 6–8 kwietnia 2021) |
| Faza grupowa   | Termin 1                      | 9 kwietnia 2021 | 20–22 kwietnia 2021                              | 20–22 kwietnia 2021                                |
| Faza grupowa   | Termin 2                      | 9 kwietnia 2021 | 27–29 kwietnia 2021                              | 27–29 kwietnia 2021                                |
| Faza grupowa   | Termin 3                      | 9 kwietnia 2021 | 4–6 maja 2021                                    | 4–6 maja 2021                                      |
| Faza grupowa   | Termin 4                      | 9 kwietnia 2021 | 11–13 maja 2021                                  | 11–13 maja 2021                                    |
| Faza grupowa   | Termin 5                      | 9 kwietnia 2021 | 18–20 maja 2021                                  | 18–20 maja 2021                                    |
| Faza grupowa   | Termin 6                      | 9 kwietnia 2021 | 25–27 maja 2021                                  | 25–27 maja 2021                                    |
| Faza pucharowa | 1/8 finału                    | 1 czerwca 2021  | 13–15 lipca 2021                                 | 20–22 lipca 2021                                   |
| Faza pucharowa | Ćwierćfinały                  | 1 czerwca 2021  | 10–12 sierpnia 2021                              | 17–19 sierpnia 2021                                |
| Faza pucharowa | Półfinały                     | 1 czerwca 2021  | 21–23 września 2021                              | 28–30 września 2021                                |
| Faza pucharowa | Finał                         | 1 czerwca 2021  | 27 listopada 2021                                | 27 listopada 2021                                  |

## Faza kwalifikacyjna

### I runda kwalifikacyjna
Do startu w I rundzie kwalifikacyjnej uprawniono 6 drużyn, z czego 3 zostały rozstawione.
| Drużyna 1                            | Wynik dwumeczu | Drużyna 2            | Pierwszy mecz | Drugi mecz |
| ------------------------------------ | -------------- | -------------------- | ------------- | ---------- |
| Liverpool Montevideo                 | 2:4            | Universidad Católica | 2:1           | 0:3        |
| Universidad César Vallejo            | 0:2            | Caracas              | 0:0           | 0:2        |
| Royal Pari                           | 2:5            | Guaraní              | 1:4           | 1:1        |
| Po lewej gospodarz pierwszego meczu. |                |                      |               |            |

### II runda kwalifikacyjna
Do startu w II rundzie kwalifikacyjnej uprawniono 16 drużyn (3 z poprzedniej rundy), z czego 8 zostały rozstawione.
| Drużyna 1                            | Wynik dwumeczu | Drużyna 2               | Pierwszy mecz | Drugi mecz |
| ------------------------------------ | -------------- | ----------------------- | ------------- | ---------- |
| Universidad Católica                 | 2:3            | Club Libertad           | 0:1           | 2:2        |
| Grêmio Porto Alegre                  | 8:2            | Ayacucho                | 6:1           | 2:1        |
| Montevideo Wanderers                 | 1:5            | Club Bolívar            | 1:0           | 0:5        |
| Club Universidad de Chile            | 1:3            | San Lorenzo             | 1:1           | 0:2        |
| Santos FC                            | 3:2            | Deportivo Lara          | 2:1           | 1:1        |
| Caracas                              | 2:5            | Atlético Junior         | 1:2           | 1:3        |
| Unión Española                       | 3:6            | Independiente del Valle | 1:0           | 2:6        |
| Guaraní                              | 0:5            | Atlético Nacional       | 0:2           | 0:3        |
| Po lewej gospodarz pierwszego meczu. |                |                         |               |            |

### III runda kwalifikacyjna
Do startu w III rundzie kwalifikacyjnej uprawniono 8 drużyn z poprzedniej rundy.
| Drużyna 1                            | Wynik dwumeczu | Drużyna 2           | Pierwszy mecz | Drugi mecz |
| ------------------------------------ | -------------- | ------------------- | ------------- | ---------- |
| Club Libertad                        | 2:4            | Atlético Nacional   | 1:0           | 1:4        |
| Independiente del Valle              | 4:2            | Grêmio Porto Alegre | 2:1           | 2:1        |
| Club Bolívar                         | 2:4            | Atlético Junior     | 2:1           | 0:3        |
| San Lorenzo                          | 3:5            | Santos FC           | 1:3           | 2:2        |
| Po lewej gospodarz pierwszego meczu. |                |                     |               |            |

- Wszystkie przegrane drużyny w III rundzie kwalifikacyjnej dostają awans do Copa Sudamericana 2021.

## Faza grupowa
Losowanie odbyło się 9 kwietnia w Luque w Paragwaju. Do startu w fazie grupowej uprawnione są 32 drużyny (w tym 4 zwycięzców III rundy kwalifikacyjnej oraz zwycięzca Copa Sudamericana z poprzedniego sezonu). W trakcie losowania zespoły zostały rozdzielone na 4 koszyki, następnie rozlosowane i podzielone na 8 grup po 4 drużyny każda. Do jednej grupy nie będą mogły trafić drużyny z tego samego koszyka i federacji, z wyjątkiem drużyn, które uzyskały awans z III rundy kwalifikacyjnej, ponieważ w momencie losowania nie były znane drużyny, które awansują z eliminacji.
Wszystkie zespoły zagrają ze sobą dwukrotnie – po 2 najlepsze z każdej grupy awansują do fazy pucharowej, drużyny z 3. miejsc otrzymają prawo gry w drugiej rundzie Copa Sudamericana.
| Kolory w tabeli grup                                                 |
| -------------------------------------------------------------------- |
| Zespoły z miejsc 1. i 2. awansują do 1/8 finału                      |
| Zespół z miejsca 3. awansuje do drugiej rundy Copa Sudamericana 2021 |

Zasady ustalania kolejności w tabeli:
1. liczba zdobytych punktów w całej rundzie;
2. różnica bramek w całej rundzie;
3. łączna liczba bramek zdobytych w całej rundzie;
4. łączna liczba bramek zdobytych na wyjeździe w całej rundzie;
5. miejsce drużyny w rankingu CONMEBOL.

### Grupa A
| Lp. | Drużyna                      | M | Z | R | P | Bramki | Bramki | +/– | Pkt |
| --- | ---------------------------- | - | - | - | - | ------ | ------ | --- | --- |
| 1   | SE Palmeiras (A)             | 6 | 5 | 0 | 1 | 20     | 7      | +13 | 15  |
| 2   | Defensa y Justicia (A)       | 6 | 2 | 3 | 1 | 11     | 8      | +3  | 9   |
| 3   | Independiente del Valle (CS) | 6 | 1 | 2 | 3 | 8      | 11     | −3  | 5   |
| 4   | Universitario Deportes       | 6 | 1 | 1 | 4 | 6      | 19     | −13 | 4   |

|                         | PAL | DYJ | IDV | UND |
| ----------------------- | --- | --- | --- | --- |
| SE Palmeiras            | –   | 3:4 | 5:0 | 6:0 |
| Defensa y Justicia      | 1:2 | –   | 1:1 | 3:0 |
| Independiente del Valle | 0:1 | 1:1 | –   | 4:0 |
| Universitario Deportes  | 2:3 | 1:1 | 3:2 | –   |

### Grupa B
| Lp. | Drużyna                | M | Z | R | P | Bramki | Bramki | +/– | Pkt |
| --- | ---------------------- | - | - | - | - | ------ | ------ | --- | --- |
| 1   | SC Internacional (A)   | 6 | 3 | 1 | 2 | 12     | 5      | +7  | 10  |
| 2   | Olimpia (A)            | 6 | 3 | 0 | 3 | 13     | 14     | −1  | 9   |
| 3   | Deportivo Táchira (CS) | 6 | 3 | 0 | 3 | 14     | 17     | −3  | 9   |
| 4   | Always Ready           | 6 | 2 | 1 | 3 | 8      | 11     | −3  | 7   |

|                   | IPA | OLA | DEP | ALR |
| ----------------- | --- | --- | --- | --- |
| SC Internacional  | –   | 6:1 | 4:0 | 0:0 |
| Olimpia           | 0:1 | –   | 6:2 | 2:1 |
| Deportivo Táchira | 2:1 | 3:2 | –   | 7:2 |
| Always Ready      | 2:0 | 1:2 | 2:0 | –   |

### Grupa C
| Lp. | Drużyna             | M | Z | R | P | Bramki | Bramki | +/– | Pkt |
| --- | ------------------- | - | - | - | - | ------ | ------ | --- | --- |
| 1   | Barcelona SC (A)    | 6 | 4 | 1 | 1 | 10     | 3      | +7  | 13  |
| 2   | CA Boca Juniors (A) | 6 | 3 | 1 | 2 | 6      | 2      | +4  | 10  |
| 3   | Santos FC (CS)      | 6 | 2 | 0 | 4 | 8      | 9      | −1  | 6   |
| 4   | The Strongest       | 6 | 2 | 0 | 4 | 4      | 14     | −10 | 6   |

|                 | BGU | BJU | SFC | SLP |
| --------------- | --- | --- | --- | --- |
| Barcelona SC    | –   | 1:0 | 3:1 | 4:0 |
| CA Boca Juniors | 0:0 | –   | 2:0 | 3:0 |
| Santos FC       | 0:2 | 1:0 | –   | 5:0 |
| The Strongest   | 2:0 | 0:1 | 2:1 | –   |

### Grupa D
| Lp. | Drużyna              | M | Z | R | P | Bramki | Bramki | +/– | Pkt |
| --- | -------------------- | - | - | - | - | ------ | ------ | --- | --- |
| 1   | Fluminense FC (A)    | 6 | 3 | 2 | 1 | 10     | 7      | +3  | 11  |
| 2   | River Plate (A)      | 6 | 2 | 3 | 1 | 7      | 7      | 0   | 9   |
| 3   | Atlético Junior (CS) | 6 | 1 | 4 | 1 | 6      | 6      | 0   | 7   |
| 4   | Santa Fe             | 6 | 0 | 3 | 3 | 4      | 7      | −3  | 3   |

|                 | FLU | RPL | ATJ | SFE |
| --------------- | --- | --- | --- | --- |
| Fluminense FC   | –   | 1:1 | 1:2 | 2:1 |
| River Plate     | 1:3 | –   | 2:1 | 2:1 |
| Atlético Junior | 1:1 | 1:1 | –   | 1:1 |
| Santa Fe        | 1:2 | 0:0 | 0:0 | –   |

### Grupa E
| Lp. | Drużyna               | M | Z | R | P | Bramki | Bramki | +/– | Pkt |
| --- | --------------------- | - | - | - | - | ------ | ------ | --- | --- |
| 1   | Racing Club (A)       | 6 | 4 | 2 | 0 | 9      | 2      | +7  | 14  |
| 2   | São Paulo FC (A)      | 6 | 3 | 2 | 1 | 9      | 2      | +7  | 11  |
| 3   | Sporting Cristal (CS) | 6 | 1 | 1 | 4 | 3      | 10     | −7  | 4   |
| 4   | Rentistas             | 6 | 0 | 3 | 3 | 2      | 9      | −7  | 3   |

|                  | RAC | SPA | SCR | REN |
| ---------------- | --- | --- | --- | --- |
| Racing Club      | –   | 0:0 | 2:1 | 3:0 |
| São Paulo FC     | 0:1 | –   | 3:0 | 2:0 |
| Sporting Cristal | 0:2 | 0:3 | –   | 2:0 |
| Rentistas        | 1:1 | 1:1 | 0:0 | –   |

### Grupa F
| Lp. | Drużyna                  | M | Z | R | P | Bramki | Bramki | +/– | Pkt |
| --- | ------------------------ | - | - | - | - | ------ | ------ | --- | --- |
| 1   | Argentinos Juniors (A)   | 6 | 4 | 0 | 2 | 7      | 3      | +4  | 12  |
| 2   | Universidad Católica (A) | 6 | 3 | 0 | 3 | 6      | 6      | 0   | 9   |
| 3   | Club Nacional (CS)       | 6 | 2 | 2 | 2 | 8      | 9      | −1  | 8   |
| 4   | Atlético Nacional        | 6 | 1 | 2 | 3 | 6      | 9      | −3  | 5   |

|                      | ARJ | UCS | CNA | ANM |
| -------------------- | --- | --- | --- | --- |
| Argentinos Juniors   | –   | 0:1 | 2:0 | 1:0 |
| Universidad Católica | 0:2 | –   | 3:1 | 2:0 |
| Club Nacional        | 2:0 | 1:0 | –   | 4:4 |
| Atlético Nacional    | 0:2 | 2:0 | 0:0 | –   |

### Grupa G
| Lp. | Drużyna                | M | Z | R | P | Bramki | Bramki | +/– | Pkt |
| --- | ---------------------- | - | - | - | - | ------ | ------ | --- | --- |
| 1   | CR Flamengo (A)        | 6 | 3 | 3 | 0 | 14     | 9      | +5  | 12  |
| 2   | CA Vélez Sarsfield (A) | 6 | 3 | 1 | 2 | 10     | 8      | +2  | 10  |
| 3   | LDU Quito (CS)         | 6 | 2 | 2 | 2 | 15     | 13     | +2  | 8   |
| 4   | Unión La Calera        | 6 | 0 | 2 | 4 | 8      | 17     | −9  | 2   |

|                    | FLA | VSA | LDU | ULC |
| ------------------ | --- | --- | --- | --- |
| CR Flamengo        | –   | 0:0 | 2:2 | 4:1 |
| CA Vélez Sarsfield | 2:3 | –   | 3:1 | 2:1 |
| LDU Quito          | 2:3 | 3:1 | –   | 5:2 |
| Unión La Calera    | 2:2 | 0:2 | 2:2 | –   |

### Grupa H
| Lp. | Drużyna              | M | Z | R | P | Bramki | Bramki | +/– | Pkt |
| --- | -------------------- | - | - | - | - | ------ | ------ | --- | --- |
| 1   | Atlético Mineiro (A) | 6 | 5 | 1 | 0 | 15     | 3      | +12 | 16  |
| 2   | Cerro Porteño (A)    | 6 | 3 | 1 | 2 | 4      | 5      | −1  | 10  |
| 3   | América Cali (CS)    | 6 | 1 | 1 | 4 | 5      | 9      | −4  | 4   |
| 4   | Deportivo La Guaira  | 6 | 0 | 3 | 3 | 2      | 9      | −7  | 3   |

|                     | ATM | CER | AMC | DLG |
| ------------------- | --- | --- | --- | --- |
| Atlético Mineiro    | –   | 4:0 | 2:1 | 4:0 |
| Cerro Porteño       | 0:1 | –   | 1:0 | 0:0 |
| América Cali        | 1:3 | 0:2 | –   | 3:1 |
| Deportivo La Guaira | 1:1 | 0:1 | 0:0 | –   |

## Faza pucharowa
Od tej rundy aż do zakończenia turnieju obowiązuje system pucharowy według następujących zasad
- w każdej z rund (z wyjątkiem finału), zakwalifikowane zespoły rozgrywają dwumecz z przeciwnikiem wyłonionym w drodze losowania, zespół o wyższym rozstawieniu jest gospodarzem rewanżowego spotkania,
- dla rozstrzygnięcia meczów w 1/8 finału, ćwierćfinałach i półfinałach stosowana jest Zasada przewagi bramek zdobytych w meczach wyjazdowych. Jeżeli ona nie pozwala wyłonić zwycięzcy rozgrywana jest seria rzutów z punktu karnego,
- W przypadku wyniku remisowego w meczu finałowym rozgrywana jest 30-minutowa dogrywka, a w przypadku dalszego braku rozstrzygnięcia rozgrywana jest seria rzutów z punktu karnego.

Rozstawienie
Drużyny, które zajęły pierwsze miejsca w swoich grupach będą rozstawione w losowaniu z numerami 1-8, natomiast te z drugich miejsc będą nierozstawione i otrzymają numery 9-16. Podział numerów dokonany zostanie na podstawie wyników osiągniętych w fazie grupowej i na tej podstawie będą stworzone dwie oddzielne klasyfikacje: dla drużyn rozstawionych i nierozstawionych.
| Nr | Gr | Drużyna              | Mecze | W | R | P | Bramki | Bramki | +/− | Pkt |
| -- | -- | -------------------- | ----- | - | - | - | ------ | ------ | --- | --- |
| 1  | H  | Atlético Mineiro     | 6     | 5 | 1 | 0 | 15     | 3      | +12 | 16  |
| 2  | A  | SE Palmeiras         | 6     | 5 | 0 | 1 | 20     | 7      | +13 | 15  |
| 3  | E  | Racing Club          | 6     | 4 | 2 | 0 | 9      | 2      | +7  | 14  |
| 4  | C  | Barcelona SC         | 6     | 4 | 1 | 1 | 10     | 3      | +7  | 13  |
| 5  | G  | CR Flamengo          | 6     | 3 | 3 | 0 | 14     | 9      | +5  | 12  |
| 6  | F  | Argentinos Juniors   | 6     | 4 | 0 | 2 | 7      | 3      | +4  | 12  |
| 7  | D  | Fluminense FC        | 6     | 3 | 2 | 1 | 10     | 7      | +3  | 11  |
| 8  | B  | SC Internacional     | 6     | 3 | 1 | 2 | 12     | 5      | +7  | 10  |
| 9  | E  | São Paulo FC         | 6     | 3 | 2 | 1 | 9      | 2      | +7  | 11  |
| 10 | C  | CA Boca Juniors      | 6     | 3 | 1 | 2 | 6      | 2      | +4  | 10  |
| 11 | G  | CA Vélez Sarsfield   | 6     | 3 | 1 | 2 | 10     | 8      | +2  | 10  |
| 12 | H  | Cerro Porteño        | 6     | 3 | 1 | 2 | 4      | 5      | −1  | 10  |
| 13 | A  | Defensa y Justicia   | 6     | 2 | 3 | 1 | 11     | 8      | +3  | 9   |
| 14 | D  | River Plate          | 6     | 2 | 3 | 1 | 7      | 7      | 0   | 9   |
| 15 | F  | Universidad Católica | 6     | 3 | 0 | 3 | 6      | 6      | 0   | 9   |
| 16 | B  | Olimpia              | 6     | 3 | 0 | 3 | 13     | 14     | −1  | 9   |

Zasady ustalania kolejności: 1. liczba zdobytych punktów; 2. stosunek bramek; 3. liczba bramek strzelonych; 4. liczba bramek strzelonych na wyjeździe; 5. ranking CONMEBOL

### Drabinka
|  |                                 |                                 |                                 |                                 |                                 |   |          |                                      |                                      |                                      |                                      |                                      |  |  |                                   |                                   |                                   |                                   |                                   |  |  |                      |                      |                      |
|  | 1/8 finału (13–15, 20–22 lipca) | 1/8 finału (13–15, 20–22 lipca) | 1/8 finału (13–15, 20–22 lipca) | 1/8 finału (13–15, 20–22 lipca) | 1/8 finału (13–15, 20–22 lipca) |   |          | Ćwierćfinały (10–12, 17–19 sierpnia) | Ćwierćfinały (10–12, 17–19 sierpnia) | Ćwierćfinały (10–12, 17–19 sierpnia) | Ćwierćfinały (10–12, 17–19 sierpnia) | Ćwierćfinały (10–12, 17–19 sierpnia) |  |  | Półfinały (21–23, 28–30 września) | Półfinały (21–23, 28–30 września) | Półfinały (21–23, 28–30 września) | Półfinały (21–23, 28–30 września) | Półfinały (21–23, 28–30 września) |  |  | Finał (27 listopada) | Finał (27 listopada) | Finał (27 listopada) |
|  | 1/8 finału (13–15, 20–22 lipca) | 1/8 finału (13–15, 20–22 lipca) | 1/8 finału (13–15, 20–22 lipca) | 1/8 finału (13–15, 20–22 lipca) | 1/8 finału (13–15, 20–22 lipca) |   |          | Ćwierćfinały (10–12, 17–19 sierpnia) | Ćwierćfinały (10–12, 17–19 sierpnia) | Ćwierćfinały (10–12, 17–19 sierpnia) | Ćwierćfinały (10–12, 17–19 sierpnia) | Ćwierćfinały (10–12, 17–19 sierpnia) |  |  | Półfinały (21–23, 28–30 września) | Półfinały (21–23, 28–30 września) | Półfinały (21–23, 28–30 września) | Półfinały (21–23, 28–30 września) | Półfinały (21–23, 28–30 września) |  |  | Finał (27 listopada) | Finał (27 listopada) | Finał (27 listopada) |
|  |                                 |                                 |                                 |                                 |                                 |   |          |                                      |                                      |                                      |                                      |                                      |  |  |                                   |                                   |                                   |                                   |                                   |  |  |                      |                      |                      |
|  |                                 |                                 |                                 |                                 |                                 |   |          |                                      |                                      |                                      |                                      |                                      |  |  |                                   |                                   |                                   |                                   |                                   |  |  |                      |                      |                      |
|  | 9                               | São Paulo FC                    | 1                               | 3                               | 4                               |   |          |                                      |                                      |                                      |                                      |                                      |  |  |                                   |                                   |                                   |                                   |                                   |  |  |                      |                      |                      |
|  | 9                               | São Paulo FC                    | 1                               | 3                               | 4                               |   |          |                                      |                                      |                                      |                                      |                                      |  |  |                                   |                                   |                                   |                                   |                                   |  |  |                      |                      |                      |
|  | 3                               | Racing Club                     | 1                               | 1                               | 2                               |   |          |                                      |                                      |                                      |                                      |                                      |  |  |                                   |                                   |                                   |                                   |                                   |  |  |                      |                      |                      |
|  | 3                               | Racing Club                     | 1                               | 1                               | 2                               |   |          | 9                                    | São Paulo FC                         | 1                                    | 0                                    | 1                                    |  |  |                                   |                                   |                                   |                                   |                                   |  |  |                      |                      |                      |
|  |                                 |                                 |                                 |                                 |                                 |   |          | 9                                    | São Paulo FC                         | 1                                    | 0                                    | 1                                    |  |  |                                   |                                   |                                   |                                   |                                   |  |  |                      |                      |                      |
|  |                                 |                                 | 2                               | SE Palmeiras                    | 1                               | 3 | 4        |                                      |                                      |                                      |                                      |                                      |  |  |                                   |                                   |                                   |                                   |                                   |  |  |                      |                      |                      |
|  | 15                              | Universidad Católica            | 2                               | SE Palmeiras                    | 1                               | 3 | 4        | 0                                    | 0                                    | 0                                    |                                      |                                      |  |  |                                   |                                   |                                   |                                   |                                   |  |  |                      |                      |                      |
|  | 15                              | Universidad Católica            |                                 |                                 |                                 |   |          |                                      |                                      | 0                                    |                                      |                                      |  |  |                                   |                                   |                                   |                                   |                                   |  |  |                      |                      |                      |
|  | 2                               | SE Palmeiras                    | 1                               | 1                               | 2                               |   |          |                                      |                                      |                                      |                                      |                                      |  |  |                                   |                                   |                                   |                                   |                                   |  |  |                      |                      |                      |
|  | 2                               | SE Palmeiras                    | 1                               | 1                               | 2                               |   |          | 2                                    | SE Palmeiras                         | 0                                    | 1                                    | 1 (wyj.)                             |  |  |                                   |                                   |                                   |                                   |                                   |  |  |                      |                      |                      |
|  |                                 |                                 |                                 |                                 |                                 |   |          |                                      |                                      |                                      |                                      |                                      |  |  |                                   |                                   |                                   |                                   |                                   |  |  |                      |                      |                      |
|  |                                 |                                 | 1                               | Atlético Mineiro                | 0                               | 1 | 1        |                                      |                                      |                                      |                                      |                                      |  |  |                                   |                                   |                                   |                                   |                                   |  |  |                      |                      |                      |
|  | 14                              | River Plate                     | 1                               | Atlético Mineiro                | 0                               | 1 | 1        | 1                                    | 2                                    | 3                                    |                                      |                                      |  |  |                                   |                                   |                                   |                                   |                                   |  |  |                      |                      |                      |
|  | 14                              | River Plate                     |                                 |                                 |                                 |   |          |                                      |                                      | 3                                    |                                      |                                      |  |  |                                   |                                   |                                   |                                   |                                   |  |  |                      |                      |                      |
|  | 6                               | Argentinos Juniors              | 1                               | 0                               | 1                               |   |          |                                      |                                      |                                      |                                      |                                      |  |  |                                   |                                   |                                   |                                   |                                   |  |  |                      |                      |                      |
|  | 6                               | Argentinos Juniors              | 1                               | 0                               | 1                               |   |          | 14                                   | River Plate                          | 0                                    | 0                                    | 0                                    |  |  |                                   |                                   |                                   |                                   |                                   |  |  |                      |                      |                      |
|  |                                 |                                 |                                 |                                 |                                 |   |          | 14                                   | River Plate                          | 0                                    | 0                                    | 0                                    |  |  |                                   |                                   |                                   |                                   |                                   |  |  |                      |                      |                      |
|  |                                 |                                 | 1                               | Atlético Mineiro                | 1                               | 3 | 4        |                                      |                                      |                                      |                                      |                                      |  |  |                                   |                                   |                                   |                                   |                                   |  |  |                      |                      |                      |
|  | 10                              | CA Boca Juniors                 | 1                               | Atlético Mineiro                | 1                               | 3 | 4        | 0                                    | 0                                    | 0 k. (1)                             |                                      |                                      |  |  |                                   |                                   |                                   |                                   |                                   |  |  |                      |                      |                      |
|  | 10                              | CA Boca Juniors                 |                                 |                                 |                                 |   |          |                                      |                                      | 0 k. (1)                             |                                      |                                      |  |  |                                   |                                   |                                   |                                   |                                   |  |  |                      |                      |                      |
|  | 1                               | Atlético Mineiro                | 0                               | 0                               | 0 k. (3)                        |   |          |                                      |                                      |                                      |                                      |                                      |  |  |                                   |                                   |                                   |                                   |                                   |  |  |                      |                      |                      |
|  | 1                               | Atlético Mineiro                | 0                               | 0                               | 0 k. (3)                        |   |          | 2                                    | SE Palmeiras                         | 2                                    |                                      |                                      |  |  |                                   |                                   |                                   |                                   |                                   |  |  |                      |                      |                      |
|  |                                 |                                 |                                 |                                 |                                 |   |          |                                      |                                      |                                      |                                      |                                      |  |  |                                   |                                   |                                   |                                   |                                   |  |  |                      |                      |                      |
|  |                                 |                                 | 5                               | CR Flamengo                     | 1                               |   |          |                                      |                                      |                                      |                                      |                                      |  |  |                                   |                                   |                                   |                                   |                                   |  |  |                      |                      |                      |
|  | 16                              | Olimpia                         | 5                               | CR Flamengo                     | 1                               | 0 | 0        | 0 k. (5)                             |                                      |                                      |                                      |                                      |  |  |                                   |                                   |                                   |                                   |                                   |  |  |                      |                      |                      |
|  | 16                              | Olimpia                         |                                 |                                 |                                 |   |          |                                      |                                      |                                      |                                      |                                      |  |  |                                   |                                   |                                   |                                   |                                   |  |  |                      |                      |                      |
|  | 8                               | SC Internacional                | 0                               | 0                               | 0 k. (4)                        |   |          |                                      |                                      |                                      |                                      |                                      |  |  |                                   |                                   |                                   |                                   |                                   |  |  |                      |                      |                      |
|  | 8                               | SC Internacional                | 0                               | 0                               | 0 k. (4)                        |   |          | 16                                   | Olimpia                              | 1                                    | 1                                    | 2                                    |  |  |                                   |                                   |                                   |                                   |                                   |  |  |                      |                      |                      |
|  |                                 |                                 |                                 |                                 |                                 |   |          | 16                                   | Olimpia                              | 1                                    | 1                                    | 2                                    |  |  |                                   |                                   |                                   |                                   |                                   |  |  |                      |                      |                      |
|  |                                 |                                 | 5                               | CR Flamengo                     | 4                               | 5 | 9        |                                      |                                      |                                      |                                      |                                      |  |  |                                   |                                   |                                   |                                   |                                   |  |  |                      |                      |                      |
|  | 13                              | Defensa y Justicia              | 5                               | CR Flamengo                     | 4                               | 5 | 9        | 0                                    | 1                                    | 1                                    |                                      |                                      |  |  |                                   |                                   |                                   |                                   |                                   |  |  |                      |                      |                      |
|  | 13                              | Defensa y Justicia              |                                 |                                 |                                 |   |          |                                      |                                      | 1                                    |                                      |                                      |  |  |                                   |                                   |                                   |                                   |                                   |  |  |                      |                      |                      |
|  | 5                               | CR Flamengo                     | 1                               | 4                               | 5                               |   |          |                                      |                                      |                                      |                                      |                                      |  |  |                                   |                                   |                                   |                                   |                                   |  |  |                      |                      |                      |
|  | 5                               | CR Flamengo                     | 1                               | 4                               | 5                               |   |          | 5                                    | CR Flamengo                          | 2                                    | 2                                    | 4                                    |  |  |                                   |                                   |                                   |                                   |                                   |  |  |                      |                      |                      |
|  |                                 |                                 |                                 |                                 |                                 |   |          |                                      |                                      |                                      |                                      |                                      |  |  |                                   |                                   |                                   |                                   |                                   |  |  |                      |                      |                      |
|  |                                 |                                 | 4                               | Barcelona SC                    | 0                               | 0 | 0        |                                      |                                      |                                      |                                      |                                      |  |  |                                   |                                   |                                   |                                   |                                   |  |  |                      |                      |                      |
|  | 12                              | Cerro Porteño                   | 4                               | Barcelona SC                    | 0                               | 0 | 0        | 0                                    | 0                                    | 0                                    |                                      |                                      |  |  |                                   |                                   |                                   |                                   |                                   |  |  |                      |                      |                      |
|  | 12                              | Cerro Porteño                   |                                 |                                 |                                 |   |          |                                      |                                      | 0                                    |                                      |                                      |  |  |                                   |                                   |                                   |                                   |                                   |  |  |                      |                      |                      |
|  | 7                               | Fluminense FC                   | 2                               | 1                               | 3                               |   |          |                                      |                                      |                                      |                                      |                                      |  |  |                                   |                                   |                                   |                                   |                                   |  |  |                      |                      |                      |
|  | 7                               | Fluminense FC                   | 2                               | 1                               | 3                               |   |          | 7                                    | Fluminense FC                        | 2                                    | 1                                    | 3                                    |  |  |                                   |                                   |                                   |                                   |                                   |  |  |                      |                      |                      |
|  |                                 |                                 |                                 |                                 |                                 |   |          | 7                                    | Fluminense FC                        | 2                                    | 1                                    | 3                                    |  |  |                                   |                                   |                                   |                                   |                                   |  |  |                      |                      |                      |
|  |                                 |                                 | 4                               | Barcelona SC                    | 2                               | 1 | 3 (wyj.) |                                      |                                      |                                      |                                      |                                      |  |  |                                   |                                   |                                   |                                   |                                   |  |  |                      |                      |                      |
|  | 11                              | CA Vélez Sarsfield              | 4                               | Barcelona SC                    | 2                               | 1 | 3 (wyj.) | 1                                    | 1                                    | 2                                    |                                      |                                      |  |  |                                   |                                   |                                   |                                   |                                   |  |  |                      |                      |                      |
|  | 11                              | CA Vélez Sarsfield              |                                 |                                 |                                 |   |          |                                      |                                      | 2                                    |                                      |                                      |  |  |                                   |                                   |                                   |                                   |                                   |  |  |                      |                      |                      |
|  | 4                               | Barcelona SC                    | 0                               | 3                               | 3                               |   |          |                                      |                                      |                                      |                                      |                                      |  |  |                                   |                                   |                                   |                                   |                                   |  |  |                      |                      |                      |
|  | 4                               | Barcelona SC                    | 0                               | 3                               | 3                               |   |          |                                      |                                      |                                      |                                      |                                      |  |  |                                   |                                   |                                   |                                   |                                   |  |  |                      |                      |                      |
|  |                                 |                                 |                                 |                                 |                                 |   |          |                                      |                                      |                                      |                                      |                                      |  |  |                                   |                                   |                                   |                                   |                                   |  |  |                      |                      |                      |

### 1/8 finału
| Drużyna 1                            | Wynik dwumeczu | Drużyna 2          | Pierwszy mecz | Drugi mecz |
| ------------------------------------ | -------------- | ------------------ | ------------- | ---------- |
| Defensa y Justicia                   | 1:5            | CR Flamengo        | 0:1           | 1:4        |
| CA Boca Juniors                      | 0:0 (k. 1:3)   | Atlético Mineiro   | 0:0           | 0:0        |
| Universidad Católica                 | 0:2            | SE Palmeiras       | 0:1           | 0:1        |
| Cerro Porteño                        | 0:3            | Fluminense FC      | 0:2           | 0:1        |
| CA Vélez Sarsfield                   | 2:3            | Barcelona SC       | 1:0           | 1:3        |
| São Paulo FC                         | 4:2            | Racing Club        | 1:1           | 3:1        |
| River Plate                          | 3:1            | Argentinos Juniors | 1:1           | 2:0        |
| Olimpia                              | 0:0 (k. 5:4)   | SC Internacional   | 0:0           | 0:0        |
| Po lewej gospodarz pierwszego meczu. |                |                    |               |            |

Dwumecz A
| 15 lipca 2021 02:30 CEST | Defensa y Justicia | 0:1(0:1)Raport | CR Flamengo · Michael 21' | Estadio Norberto Tomaghello, Florencio Varela Widzów: 0 Sędzia: Eber Aquino |
|                          |                    |                |                           |                                                                             |

| 22 lipca 2021 02:30 CEST | CR Flamengo · Caio 9' · De Arrascaeta 66' · Vitinho 83', 90+4' | 4:1(1:1)Raport | Defensa y Justicia · Loaiza 41' | Estádio Mané Garrincha, Brasília Widzów: 5518 Sędzia: Roberto Tobar |
|                          |                                                                |                |                                 |                                                                     |

Dwumecz B
| 14 lipca 2021 00:15 CEST | CA Boca Juniors | 0:0(0:0)Raport | Atlético Mineiro | Estadio Alberto J. Armando, Buenos Aires Widzów: 0 Sędzia: Andrés Rojas |
|                          |                 |                |                  |                                                                         |

| 21 lipca 2021 00:15 CEST                     | Atlético Mineiro | 0:0 k. 3:1(0:0)Raport             | CA Boca Juniors | Estádio Mineirão, Belo Horizonte Widzów: 0 Sędzia: Esteban Ostojich |
|                                              |                  |                                   |                 |                                                                     |
|                                              |                  | Rzuty karne                       |                 |                                                                     |
| Hulk · Fernández · Alonso · Hyoran · Everson |                  | Rojo · Villa · Rolón · Izquierdoz |                 |                                                                     |

Dwumecz C
| 15 lipca 2021 00:15 CEST | Universidad Católica | 0:1(0:1)Raport | SE Palmeiras · Veiga 42' (k.) | Estadio San Carlos de Apoquindo, Santiago Widzów: 0 Sędzia: Andrés Matonte |
|                          |                      |                |                               |                                                                            |

| 22 lipca 2021 00:15 CEST | SE Palmeiras · Rocha 36' | 1:0(1:0)Raport | Universidad Católica | Allianz Parque, São Paulo Widzów: 0 Sędzia: Alexis Herrera |
|                          |                          |                |                      |                                                            |

Dwumecz D
| 14 lipca 2021 00:15 CEST | Cerro Porteño | 0:2(0:0)Raport | Fluminense FC · Nenê 49' · Egídio 61' | Estadio General Pablo Rojas, Asunción Widzów: 0 Sędzia: Facundo Tello |
|                          |               |                |                                       |                                                                       |

| 4 sierpnia 2021 00:15 CET | Fluminense FC · Fred 24' (k.) | 1:0(1:0)Raport | Cerro Porteño | Maracanã, Rio de Janeiro Widzów: 0 Sędzia: Wilmar Roldán |
|                           |                               |                |               |                                                          |

Dwumecz E
| 15 lipca 2021 00:15 CEST | CA Vélez Sarsfield · Lucero 7' | 1:0(1:0)Raport | Barcelona SC | Estadio José Amalfitani, Buenos Aires Widzów: 0 Sędzia: Raphael Claus |
|                          |                                |                |              |                                                                       |

| 22 lipca 2021 00:15 CEST | Barcelona SC · Preciado 24' · Cortez 69' (k.) · Perlaza 80' | 3:1(1:0)Raport | CA Vélez Sarsfield · Lucero 48' | Estadio Monumental Isidro Romero Carbo, Guayaquil Widzów: 0 Sędzia: Piero Maza |
|                          |                                                             |                |                                 |                                                                                |

Dwumecz F
| 14 lipca 2021 02:30 CEST | São Paulo FC · Bueno 35' | 1:1(1:1)Raport | Racing Club · Copetti 45+1' | Estádio do Morumbi, São Paulo Widzów: 0 Sędzia: Jhon Ospina |
|                          |                          |                |                             |                                                             |

| 21 lipca 2021 02:30 CEST | Racing Club · Correa 63' | 1:3(0:1)Raport | São Paulo FC · Rigoni 44', 57' · Marquinhos 48' | Estadio Juan Domingo Perón, Avellaneda Widzów: 0 Sędzia: Gustavo Tejera |
|                          |                          |                |                                                 |                                                                         |

Dwumecz G
| 15 lipca 2021 02:30 CEST | River Plate · Suárez 10' | 1:1(1:1)Raport | Argentinos Juniors · Hauche 40' | Estadio Monumental Antonio Vespucio Liberti, Buenos Aires Widzów: 0 Sędzia: Bruno Arleu |
|                          |                          |                |                                 |                                                                                         |

| 22 lipca 2021 02:30 CEST | Argentinos Juniors | 0:2(0:1)Raport | River Plate · Romero 35', 54' | Estadio Diego Armando Maradona, Buenos Aires Widzów: 0 Sędzia: Eber Aquino |
|                          |                    |                |                               |                                                                            |

Dwumecz H
| 16 lipca 2021 02:30 CEST | Olimpia | 0:0(0:0)Raport | SC Internacional | Estadio Manuel Ferreira, Asunción Widzów: 0 Sędzia: Mario Díaz de Vivar |
|                          |         |                |                  |                                                                         |

| 23 lipca 2021 02:30 CEST                             | SC Internacional | 0:0 k. 4:5(0:0)Raport                       | Olimpia | Estádio Beira-Rio, Porto Alegre Widzów: 0 Sędzia: Christian Ferreyra |
|                                                      |                  |                                             |         |                                                                      |
|                                                      |                  | Rzuty karne                                 |         |                                                                      |
| Edenílson · Boschilia · Moisés · Maurício · Galhardo |                  | Silva · Pitta · Ojeda · Ortiz · D. González |         |                                                                      |

### Ćwierćfinały
| Drużyna 1                            | Wynik dwumeczu | Drużyna 2        | Pierwszy mecz | Drugi mecz |
| ------------------------------------ | -------------- | ---------------- | ------------- | ---------- |
| Olimpia                              | 2:9            | CR Flamengo      | 1:4           | 1:5        |
| River Plate                          | 0:4            | Atlético Mineiro | 0:1           | 0:3        |
| São Paulo FC                         | 1:4            | SE Palmeiras     | 1:1           | 0:3        |
| Fluminense FC                        | 3:3 (wyj.)     | Barcelona SC     | 2:2           | 1:1        |
| Po lewej gospodarz pierwszego meczu. |                |                  |               |            |

Dwumecz S1
| 12 sierpnia 2021 00:15 CEST | Olimpia · Torres 45+14' | 1:4(1:2)Raport | CR Flamengo · De Arrascaeta 16' · Gabriel Barbosa 45+12' (k.), 52' · Vitinho 90+1' | Estadio Manuel Ferreira, Asunción Widzów: 1200 Sędzia: Fernando Rapallini |
|                             |                         |                |                                                                                    |                                                                           |

| 19 sierpnia 2021 00:15 CEST | CR Flamengo · Gabriel Barbosa 30', 77' · Bruno Henrique 36' · Arão 49' · Salcedo 55' (sam.) | 5:1(2:1)Raport | Olimpia · Recalde 45' | Estádio Mané Garrincha, Brasília Widzów: 11211 Sędzia: Jesús Valenzuela |
|                             |                                                                                             |                |                       |                                                                         |

Dwumecz S2
| 12 sierpnia 2021 02:30 CEST | River Plate | 0:1(0:0)Raport | Atlético Mineiro · Fernández 58' | Estadio Monumental Antonio Vespucio Liberti, Buenos Aires Widzów: 0 Sędzia: Jesús Valenzuela |
|                             |             |                |                                  |                                                                                              |

| 19 sierpnia 2021 02:30 CEST | Atlético Mineiro · Zaracho 22', 61' · Hulk 34' | 3:0(2:0)Raport | River Plate | Estádio Mineirão, Belo Horizonte Widzów: 17030 Sędzia: Roberto Tobar |
|                             |                                                |                |             |                                                                      |

Dwumecz S3
| 11 sierpnia 2021 02:30 CEST | São Paulo FC · Luan 54' | 1:1(0:0)Raport | SE Palmeiras · Patrick 74' | Estádio do Morumbi, São Paulo Widzów: 0 Sędzia: Néstor Pitana |
|                             |                         |                |                            |                                                               |

| 18 sierpnia 2021 02:30 CEST | SE Palmeiras · Veiga 10' · Dudu 67' · Patrick 78' | 3:0(1:0)Raport | São Paulo FC | Allianz Parque, São Paulo Widzów: 0 Sędzia: Wilmar Roldán |
|                             |                                                   |                |              |                                                           |

Dwumecz S4
| 13 sierpnia 2021 02:30 CEST | Fluminense FC · Teixeira 26' · Fred 90+5' (k.) | 2:2(1:0)Raport | Barcelona SC · Preciado 69' · Cortez 88' (k.) | Maracanã, Rio de Janeiro Widzów: 0 Sędzia: Alexis Herrera |
|                             |                                                |                |                                               |                                                           |

| 20 sierpnia 2021 02:30 CEST | Barcelona SC · Mastriani 73' | 1:1(0:0)Raport | Fluminense FC · Fred 90+7' (k.) | Estadio Monumental Isidro Romero Carbo, Guayaquil Widzów: 0 Sędzia: Esteban Ostojich |
|                             |                              |                |                                 |                                                                                      |

### Półfinały
| Drużyna 1                            | Wynik dwumeczu | Drużyna 2        | Pierwszy mecz | Drugi mecz |
| ------------------------------------ | -------------- | ---------------- | ------------- | ---------- |
| CR Flamengo                          | 4:0            | Barcelona SC     | 2:0           | 2:0        |
| SE Palmeiras                         | 1:1 (wyj.)     | Atlético Mineiro | 0:0           | 1:1        |
| Po lewej gospodarz pierwszego meczu. |                |                  |               |            |

Dwumecz F1
| 23 września 2021 02:30 CEST | CR Flamengo · Bruno Henrique 21', 38' | 2:0(2:0)Raport | Barcelona SC | Maracanã, Rio de Janeiro Widzów: 22193 Sędzia: Andrés Cunha |
|                             |                                       |                |              |                                                             |

| 30 września 2021 02:30 CEST | Barcelona SC | 0:2(0:1)Raport | CR Flamengo · 18', 50' Bruno Henrique | Estadio Monumental Isidro Romero Carbo, Guayaquil Sędzia: Roberto Tobar |
|                             |              |                |                                       |                                                                         |

Dwumecz F2
| 22 września 2021 02:30 CEST | SE Palmeiras | 0:0(0:0)Raport | Atlético Mineiro | Allianz Parque, São Paulo Widzów: 0 Sędzia: Patricio Loustau |
|                             |              |                |                  |                                                              |

| 29 września 2021 02:30 CEST | Atlético Mineiro · Vargas 52' | 1:1(0:0)Raport | SE Palmeiras · 68' Dudu | Estádio Mineirão, Belo Horizonte Sędzia: Wilmar Roldán |
|                             |                               |                |                         |                                                        |

### Finał
| 27 listopada 2021 21:00 CET | SE Palmeiras · Veiga 6' · Deyverson 95' | 2:1 dogr.(1:0)Raport | CR Flamengo · 72' Gabriel Barbosa | Estadio Centenario, Montevideo Sędzia: Néstor Pitana |
|                             |                                         |                      |                                   |                                                      |

| Palmeiras | Flamengo |

| BR            | 21 | Weverton          |        |      |
| OB            | 12 | Mayke             |        | 108' |
| OB            | 15 | Gustavo Gómez (c) | 74'    |      |
| OB            | 13 | Luan              |        |      |
| OB            | 22 | Joaquín Piquerez  | 67'    | 113' |
| PO            | 28 | Danilo            |        | 70'  |
| PO            | 8  | Zé Rafael         |        | 82'  |
| PO            | 14 | Gustavo Scarpa    |        |      |
| PO            | 23 | Raphael Veiga     |        | 91'  |
| PO            | 43 | Dudu              |        | 77'  |
| NA            | 11 | Rony              |        |      |
| Rezerwowi:    |    |                   |        |      |
| BR            | 42 | Jailson           |        |      |
| OB            | 4  | Benjamín Kuscevic |        |      |
| OB            | 6  | Jorge             |        |      |
| PO            | 5  | Patrick de Paula  |        | 70'  |
| PO            | 18 | Danilo Barbosa    |        | 82'  |
| PO            | 25 | Gabriel Menino    |        | 108' |
| PO            | 30 | Felipe Melo       | 120+1' | 113' |
| NA            | 9  | Deyverson         |        | 91'  |
| NA            | 10 | Luiz Adriano      |        |      |
| NA            | 11 | Wesley            |        | 77'  |
| NA            | 19 | Breno Lopes       |        |      |
| NA            | 27 | Gabriel Veron     |        |      |
| Trener:       |    |                   |        |      |
| Abel Ferreira |    |                   |        |      |

| BR            | 1  | Diego Alves            |     |      |
| OB            | 44 | Mauricio Isla          |     | 79'  |
| OB            | 3  | Rodrigo Caio           | 65' |      |
| OB            | 23 | David Luiz             |     |      |
| OB            | 16 | Filipe Luís            |     | 32'  |
| PO            | 5  | Willian Arão           |     |      |
| PO            | 18 | Andreas Pereira        |     | 111' |
| PO            | 7  | Éverton Ribeiro (c)    |     | 63'  |
| PO            | 14 | Giorgian De Arrascaeta | 78' | 111' |
| PO            | 27 | Bruno Henrique         |     | 91'  |
| NA            | 9  | Gabriel Barbosa        | 74' |      |
| Rezerwowi:    |    |                        |     |      |
| BR            | 45 | Hugo Souza             |     |      |
| OB            | 2  | Gustavo Henrique       |     |      |
| OB            | 6  | Renê                   |     | 32'  |
| OB            | 29 | Rodinei                |     |      |
| OB            | 30 | Bruno Viana            |     |      |
| OB            | 34 | Matheuzinho            |     | 79'  |
| PO            | 10 | Diego                  |     |      |
| PO            | 33 | Thiago Maia            |     |      |
| NA            | 11 | Vitinho                |     | 111' |
| NA            | 19 | Michael                |     | 63'  |
| NA            | 21 | Pedro                  |     | 111' |
| NA            | 43 | Kenedy                 |     | 91'  |
| Trener:       |    |                        |     |      |
| Renato Gaúcho |    |                        |     |      |

| Asystenci sędziego: Juan Belatti Gabriel Chade Sędziowie techniczni: Facundo Tello Maximiliano del Yesso Sędzia wideo: Julio Bascuñán Sędziowie asystenci wideo: Germán Delfino Alexander Guzmán Leodán González |

## Klasyfikacja strzelców
| P. | Zawodnik        | Drużyna                        | Gole |
| -- | --------------- | ------------------------------ | ---- |
| 1. | Gabriel Barbosa | CR Flamengo                    | 11   |
| 2. | Fred            | Fluminense FC                  | 7    |
| 2. | Hulk            | Atlético Mineiro               | 7    |
| 4. | Miguel Borja    | Atlético Junior                | 6    |
| 4. | Bruno Henrique  | CR Flamengo                    | 6    |
| 4. | Rony            | SE Palmeiras                   | 6    |
| 7. | Jarlan Barrera  | Atlético Nacional              | 5    |
| 7. | Tomás Chancalay | Racing Club                    | 5    |
| 7. | Christian Ortiz | Independiente del Valle        | 5    |
| 7. | Braian Romero   | Defensa y Justicia River Plate | 5    |
| 7. | Raphael Veiga   | SE Palmeiras                   | 5    |